# Knardrup
Knardrup ligger i Nordsjælland og er en lille landsby i Ganløse Sogn, Egedal Kommune, Region Hovedstaden. De ca. 70 huse er lokaliseret mellem landsbyen Ganløse og Frederikssundsvej, sekundærrute 211. Knardrup grænser op til Flyvestation Værløse. Tidligere hørte byen til den nu nedlagte Stenløse Kommune.
I nærheden har man udgravet Knardrup Kloster.

## Historie
Forleddet knarr betegner et handelsskib mens efterleddet er -torp, en udflytterbebyggelse. Det menes, at forleddet viser, at det har været muligt at sejle ind til stedet, da Værebro Å var sejlbar med mindre skibe. Siden er vandstanden faldet, og Værebro Å er i dag kun sejlbar med kano og kun til Frederikssundsvej der ligger lidt syd for Knardrup.
Knardrup landsby bestod i 1682 af 9 gårde og 9 huse uden jord. Det samlede dyrkede areal udgjorde 355,7 tønder land skyldsat til 104,40 tønder hartkorn. Dyrkningsformen var trevangsbrug.